# Toniano
Il Toniano (dal Greco tonas, "stiramento") è il primo periodo dell'era Neoproterozoica, e si estende da 1000 a 720 milioni di anni fa.
Anziché essere basate sulla stratigrafia, queste date sono definite cronologicamente.

## Morfologia
Durante questo periodo avvennero il cosiddetto stiramento e il successivo disfacimento del supercontinente Rodinia.

## Contenuto Fossilifero
La prima radiazione di acritarchi (primi fossili rilevati aventi pareti biologiche, e non più minerali) avvenne nel periodo Toniano.
Tracce di organismi pluricellulari microscopici risalenti a 1000 milioni  di anni fa (inizio del Toniano-Neoproterozoico e fine dello Steniano-Mesoproterozoico) furono ritrovate in India e Australia.